# Libération du calcium induite par le calcium
 (mars 2025).
La libération du calcium induite par le calcium (LCIC), encore appelée CICR (de l'anglais Calcium-Induced Calcium Release) décrit un mécanisme biologique où des ions calcium libèrent des ions calcium Ca2+ contenus dans le réticulum endoplasmique ou le réticulum sarcoplasmique. Ce mécanisme a été découvert dans les muscles striés. Il est aussi présent dans les neurones
Il joue un rôle déterminant dans le fonctionnement du cœur, où les cellules musculaires cardiaques se contractent à la suite d'une commande nerveuse motrice efférente qu'elles reçoivent depuis les centres supérieurs (et en particulier les systèmes nerveux sympathiques et parasympathiques).
Ce mécanisme s'inscrit dans le contexte du couplage excitation-contraction des fibres musculaires cardiaques, différent de celui des muscles striés squelettiques

## Mécanisme biologique du CICR
Ainsi lorsqu'un potentiel d'action musculaire parvient à un tubule transverse (tubule T), invagination du sarcolemme, ce dernier permet l'ouverture des récepteurs de la dihydropyridine (des canaux calciques dépendants du voltage, ci-après notés DHP-R).
Leur ouverture entraîne une entrée d'ions calcium depuis le milieu extracellulaire vers le milieu intracellulaire de la fibre musculaire cardiaque, la concentration d'ions calcium intracellulaire augmente donc de façon modérée.
Ces ions calcium vont déclencher l'ouverture d'un type de récepteurs du réticulum sarcoplasmique (RS), récepteur calcique appelé récepteur de la ryanodine de type 2 (ci-après noté Ryr2). Le RS est situé à proximité du tubule T, l'ouverture des Ryr2 permet alors le relargage d'ions calcium stockés dans le RS vers le sarcoplasme selon leur gradient de concentration. Le calcium ainsi libéré fait augmenter de manière significative la concentration du calcium dans le sarcoplasme et cela à proximité des éléments contractiles de la cellule, provoquant la contraction des cellules et donc du muscle cardiaque dans sa globalité ensuite.
Entre deux contractions (et donc à la fin d'une contraction), celle-ci est arrêtée car le calcium est repompé activement et envoyé contre son gradient de concentration vers la lumière du RS grâce à une pompe ATP dépendante appelée SERCA, utilisant l'hydrolyse de l'ATP pour renvoyer le calcium dans le RS. Ainsi du calcium sera encore disponible dans le RS pour la prochaine contraction.
De manière plus simple, c'est cette suite d'événements qui porte le nom de CICR puisque l'entrée de calcium depuis le milieu extracellulaire à la suite de l'activation des DHP-R, elle-même causée par un potentiel d'action musculaire arrivant, induit la libération du calcium stocké dans le RS en ouvrant les Ryr2.

## Différences entre le muscle strié squelettique et strié cardiaque
Dans le muscle strié squelettique il n'y a pas ce couplage dit chimique et le couplage est avant tout mécanique. Cela signifie que les DHP-R sont physiquement liés aux récepteurs à la ryanodine de type 1 cette fois-ci (notés Ryr1) et lorsqu'un potentiel d'action musculaire arrive au niveau du DHP-R d'un tubule T, celui-ci active par couplage mécanique les Ryr1.
Cette différence fonctionnelle et spatiale au niveau de l'arrangement de ces deux récepteurs est importante pour expliquer certaines différences expérimentales entre les muscles striés squelettiques et cardiaques.
En effet cela implique que la suppression de calcium extracellulaire n'affecte en rien la capacité des cellules musculaires striés squelettiques à pouvoir continuer de se contracter contrairement aux cellules musculaires cardiaques (le DHP-R n'étant pas lié physiquement aux Ryr2 dans ce dernier cas et l'ouverture des Ryr2 étant calcium-dépendante, voir CICR).